# Martyrs (película de 2015)
Martyrs es una película estadounidense estrenada en 2015. Fue dirigida por Kevin y Michael Goetz y escrita por Mark L. Smith. Es un remake de la película de 2008 de Pascal Laugier, Martyrs.

## Trama
Lucie (Troian Bellisario), una niña de diez años, escapa de un desolado almacén en donde ha estado prisionera. Profundamente traumatizada luego de ser encontrada, tiene horribles pesadillas en el orfanato que la acogió. Su único consuelo proviene de Anna (Bailey Noble), una chica de su misma edad y su única amiga. Casi una década después, y aun siendo perseguida por sus alucinaciones, Lucie finalmente encuentra a la familia que la torturó. A medida que ella y Anna se acercan a la agonizante verdad, se ven atrapadas en una pesadilla - si no pueden escapar, el destino de un mártir les espera.

## Reparto
- Troian Bellisario como Lucie.
- Bailey Noble como Anna.
- Caitlin Carmichael como Sam.
- Romy Rosemont como la señora Patterson.
- Toby Huss como Fenton.
- Elyse Cole como Anna joven.
- Melissa Tracy como La Criatura.
- Kate Burton como Eleanor.
- Ever Prishkulnik como Lucie Joven.

## Producción
El proyecto se remonta a por lo menos 2008, con el director del film original, Pascal Laugier, negociando los derechos para un remake estadounidense. Daniel Stamm estaba dispuesto a dirigir en un primer momento, pero luego abandonó el proyecto debido a preocupaciones de presupuesto. Específicamente le preocupaban la "meseta", diciendo "si tú eres un cineasta que hace dos películas del mismo presupuesto, se convierte en tu asunto. Eres el tipo de la película de $3 millones y eso es todo lo que haces" Además, comentó que su agente le aconsejó no hacer la película por esta razón.
El guionista Mark L. Smith había declarado que trató de evitar mostrar la mayor cantidad posible de violencia en la pantalla, indicando que "no se trata de ver cómo alguien es torturado, sino de tratar de salvar a un amigo". Él ha indicado que eligió esta ruta porque "es más solo mi gusto." Al principio, Kristen Stewart fue considerada para un papel, pero su presencia para la película fue negada por Stamm.

## Lanzamiento
Anchor Bay Entertainment adquirió todos los derechos norteamericanos para Martyrs de Wild Bunch después de que la película se estrenó en el Festival de Cine 2015. El film fue proyectado también en el Festival de Películas de Horror en Los Ángeles en octubre del 2015

## Recepción
Martyrs recibió mayormente críticas negativas. Tiene un 7% en Rotten Tomatoes basado en un total de 27 reseñas con un promedio de 3.3/10, y la película tiene un 19/100 en Metacritic, calificándola de "versión abrumadora". Kalyn Corrigan escribió "además de crear una versión mucho más dominada, Martyrs del 2015, dirigida por los hermanos Goetz, se siente demasiado similar a la primera película, bordeando por un remake innecesario que no trae nada nuevo o que valga la pena para justificar su existencia"